# Sindrome del cuore sinistro ipoplasico
La sindrome del cuore sinistro ipoplasico o sindrome del ventricolo sinistro ipoplasico (Hypoplastic left heart syndrome - HLHS), colpisce esclusivamente i neonati, con un'incidenza dall'1,4% al 3,8% di tutte le cardiopatie congenite. Indica un ampio spettro di malformazioni con diverse situazioni di ipoplasia delle sezioni sinistre del cuore coinvolgenti valvole, camere ventricolari e aorta. L'HLHS è responsabile del 25% delle morti per cardiopatia nella prima settimana di vita.

## Eziopatogenesi
La causa della patologia non è ancora conosciuta: certamente vi è una correlazione fra la pressione che il sangue esercita sulle camere ventricolari in via di sviluppo e le camere stesse. Questo processo nel cuore ipoplasico non avviene in modo regolare: pur non conoscendo il meccanismo esatto si fanno numerose ipotesi che riconducono comunque a anomalie di sviluppo dei cuscinetti endocardici, o del miocardio o a delle infezioni nel periodo di sviluppo embrionale. Le cause genetiche sono fra quelle ormai più studiate e numerosi registri sono nati proprio per facilitare tale approccio..
Vengono considerate quattro sottocategorie a seconda delle valvole interessate:
- Stenosi aortica[5] e stenosi mitralica,
- Atresia aortica e mitralica,
- Atresia e stenosi mitralica,
- Stenosi aortica e atresia mitralica (in circa 1/3 dei casi).

## Fisiopatologia
Durante la vita fetale il ventricolo destro riesce a sostenere la circolazione grazie alla presenza del dotto arterioso di Botallo attraverso il quale perfonde in via retrograda anche l'aorta ascendente, le arterie cerebrali e le coronarie. Alla nascita il mantenimento di un flusso sistemico adeguato dipende dalla persistenza della pervietà del dotto e dalla presenza di un difetto interatriale importante, altrimenti lo squilibrio fra le due circolazioni porterà in breve tempo ad acidosi metabolica progressiva e ipossiemia tissutale.

## Sintomatologia
L'insufficienza cardiaca e lo shock cardiogeno intervengono nel giro di poche ore o giorni.. Non sempre è presente cianosi, ma alla chiusura del dotto l'ipoperfusione graduale conduce all'edema polmonare con vasocostrizione periferica.

## Esami
La diagnosi prenatale è fondamentale: attraverso l'ecocardiografia fetale la HLHS può essere individuata fra la 18ª e la 20ª settimana di gestazione. e così permettere di migliorare la mortalità preoperatoria se affidato a centri di alto livello.. Gli esami più utilizzati sono i seguenti:
- Radiografia del torace, dove si evidenzia un importante ingrandimento cardiaco e congestione polmonare;[7]
- ECG, che mostra una deviazione assiale destra con ipertrofia del ventricolo;[7]
- Ecocardiografia bidimensionale e color Doppler, sono gli esami che diagnosticano l'anomalia.[7]

## Terapia
Il trattamento iniziale prevede la somministrazione di prostaglandine per mantenere pervio il dotto arterioso, con il controllo dell'equilibrio acido base. L'intervento chirurgico prevede più stadi, come proposto dalla scuola di Boston:
- Primo stadio, definito procedura di Norwood, dove si procede alla ricostruzione dell'arco aortico con creazione di un passaggio fra il ventricolo destro e l'aorta stessa[7][8];
- Secondo stadio (a circa 4 mesi dal primo intervento), definito procedura di Glenn bidirezionale, dove si connettono la vena cava superiore all'arteria polmonare. Attualmente si sta studiando una variante della stessa chiamata Hemi-Fontan[9][10];
- Terzo stadio (intorno al terzo anno di vita), definita procedura di Fontan, anastomosi diretta fra atrio destro e arteria polmonare oppure in alcuni casi utilizzando il ventricolo destro ipoplasico interposto (forme di Fontan “classico”)[11]:
  - anastomosi fra due vene cave e arterie polmonari con tunnellizzazione della vena cava inferiore nell'atrio destro (intervento secondo de Leval Archiviato il 22 dicembre 2015 in Internet Archive.)
  - o mediante condotto esterno vena cava inferiore-arteria polmonare (Marcelletti)[9].

In casi più complessi l'intervento può limitarsi alla sola anastomosi fra cava superiore e arteria polmonare (anastomosi cavo-polmonare parziale o intervento di Glenn modificato), lasciando lo shunt destro-sinistro intracardiaco e quindi una desaturazione arteriosa persistente. La mortalità ospedaliera per l'intervento di Fontan è circa il 5-10%..

## Prognosi
La mortalità è altissima nei neonati in mancanza di trattamento immediato, con l'intervento di Norwood la sopravvivenza è notevolmente migliorata e si attesta su circa l'85%. Purtroppo la mortalità fra il 1º e il 2º stadio, varia fra il 4% e il 15%..